# Morti nel 1115
| Questa pagina contiene informazioni ricavate automaticamente dalle voci biografiche con l'ausilio del template Bio e di un bot. L'aggiornamento è periodico e automatico e ricostruisce completamente la pagina. Se manca una persona in questa lista, sei pregato di non aggiungerla, ma accertati piuttosto che la sua voce biografica contenga il template Bio e che i dati anagrafici siano correttamente compilati. Se il template Bio manca, inseriscilo tu stesso o, in alternativa, metti l'avviso {{tmp\|Bio}} che ne segnala la mancanza. Se i dati riportati sono sbagliati, correggi direttamente la voce biografica; le modifiche saranno visibili in questa lista entro pochi giorni. Per chiarimenti vedi il progetto biografie. La lista contiene solo le 20 persone che sono citate nell'enciclopedia e per le quali è stato implementato correttamente il template Bio. Pagina aggiornata al 10 feb 2025. |

- 4 aprile - Pietro di Poitiers, vescovo francese
- 16 aprile - Magnus Erlendsson, conte e santo
- 22 maggio - Leone Marsicano, cardinale, vescovo cattolico e monaco cristiano italiano
- 8 luglio - Pietro l'eremita, francese
- 24 luglio - Matilde di Canossa, nobildonna italiana (n. 1046)
- 27 settembre - Bonfiglio di Foligno, vescovo cattolico e abate italiano
- 28 settembre - Ismidone di Die, vescovo cattolico e santo francese
- 8 novembre - Goffredo di Amiens, vescovo, abate e santo francese (n. 1066)
- 20 novembre - Udalschalk di Lurngau, nobile tedesco
- 22 dicembre - Olav Magnusson di Norvegia, re (n. 1099)
- 23 dicembre - Ivo di Chartres, vescovo cattolico e santo francese (n. 1040)
- 30 dicembre - Teodorico II di Lorena, duca
- Arimanno da Gavardo, vescovo cattolico italiano
- Domnall mac Taidc, principe irlandese
- Adelaide di Fiandra, sovrana olandese
- Gerberga di Provenza, contessa
- Warin di Metz, tedesco (n. 1050)
- Roberto di Alife, nobile normanno
- Tanchelmo, predicatore
- Muhammad ibn al-Hayy